# Tien belangrijkste discipelen van Boeddha
De tien belangrijkste discipelen van Boeddha waren de belangrijkste discipelen van Sakyamuni Boeddha. Ze kregen les van Boeddha, toen hij nog op aarde leefde.
De tien volgelingen waren:
1. Ānanda (Chinees: 阿難 Ānán of 阿難陀 Ānántuó; Tibetaans: Kun-dga'-bo).
2. Aniruddha (Chinees: 阿那律 Ānàlǜ; Tibetaans: Ma-'gags pa).
3. Kāśyapa (Chinees: 迦葉 _Jiāyè; Tibetaans: 'Od-srung).
4. Kātyāyana (Chinees: 迦旃延 Jiāzhānyán; Tibetaans: Ka-tya'i bu-chen-po).
5. Maudgalyāyana (Chinees: 目犍連 Mujianlian; Tibetaans: Mo'u-dga-la gyi bu).
6. Pūrṇa (Chinees: 富樓那 Fùlóunà; Tibetaans: Gang-po).
7. Rāhula (Chinees: 羅睺羅 Luóhuóluó; Tibetaans: sGra-can 'dzin).
8. Śāriputra (Chinees: 舍利弗 Shèlìfú; Tibetaans: Shā-ri'i bu).
9. Subhūti (Chinees: 須菩提 Xūpútí; Tibetaans: Rab-'byor).
10. Upāli (Chinees: 優婆離 Yōupólí; Tibetaans: Nye-bar-'khor).